# ای‌وی‌ال
ای‌وی‌ال (انگلیسی: AVL) شرکت خودروسازی اتریشی است، که در سال ۱۹۴۸ تأسیس شد.